# Jaltomata umbellata
Jaltomata umbellata är en potatisväxtart som först beskrevs av Hipólito Ruiz López och Pav., och fick sitt nu gällande namn av T. Mione och M. Nee. Jaltomata umbellata ingår i släktet jaltomator, och familjen potatisväxter. Inga underarter finns listade i Catalogue of Life.

## Bildgalleri

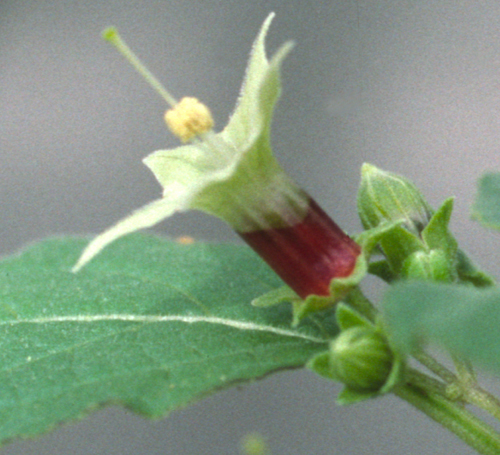
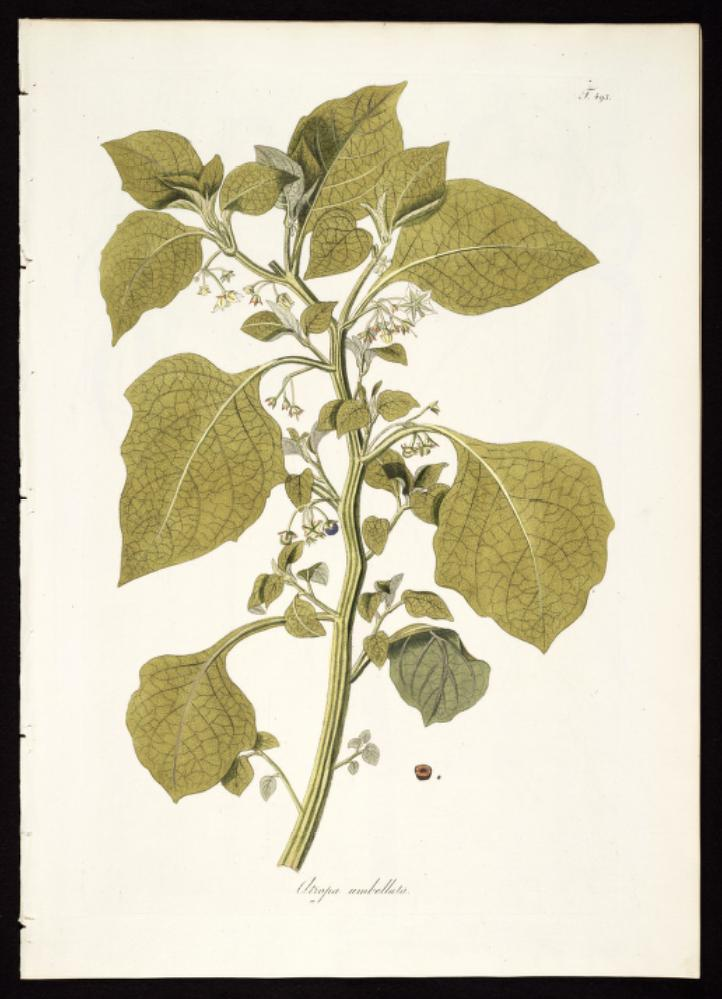